# قرار مجلس الأمن التابع للأمم المتحدة رقم 78
اعتُمد قرار مجلس الأمن التابع للأمم المتحدة رقم 78 في 18 أكتوبر 1949، بعد أن تلقّى ودرس المقترحات الواردة في وثيقة العمل بشأن تنفيذ قرار الجمعية العامة للأمم المتحدة رقم 192، التي اعتمدتها لجنة الأمم المتحدة للأسلحة التقليدية، طلب المجلس إلى الأمين العام أن يحيل هذه المقترحات وسجلات مناقشة هذه المسألة في المجلس ولجنة الأسلحة التقليدية إلى الجمعية العامة.
تم تبني القرار بأغلبية تسعة أصوات وامتناع عضوين عن التصويت من قبل أوكرانيا والاتحاد السوفيتي.